# Pseudopterogorgia americana
Pseudopterogorgia americana är en korallart som först beskrevs av Gmelin 1791.  Pseudopterogorgia americana ingår i släktet Pseudopterogorgia och familjen Gorgoniidae. Inga underarter finns listade i Catalogue of Life.